# Prêmios Globo de Ouro de 1949

Prêmios Globo de Ouro de 1949

 16 de março de 1949
Filme - Drama:
Johnny Belinda
The Treasure of the Sierra Madre
Prêmios Globo de Ouro 

← 1948  ·  1950 →
Os Prêmios Globo de Ouro de 1949 (no original, em inglês, 6th Golden Globe Awards) honraram os melhores profissionais de cinema e televisão, filmes e programas televisivos de 1948. Os candidatos nas diversas categorias foram escolhidos pela Associação de Imprensa Estrangeira de Hollywood (AIEH).

## Vencedores e nomeados

### Melhor filme de drama
- Johnny Belinda
- The Treasure of the Sierra Madre

### Melhor ator em filme de drama
- Laurence Olivier – Hamlet

### Melhor atriz em filme drama
- Jane Wyman – Johnny Belinda

### Melhor ator coadjuvante
- Walter Huston – The Treasure of the Sierra Madre

### Melhor atriz coadjuvante
- Ellen Corby – I Remember Mama

### Melhor direção
- John Huston – The Treasure of the Sierra Madre

### Melhor roteiro
- Richard Schweizer – The Search

### Melhor trilha sonora original
- Brian Easdale – The Red Shoes

### Melhor cinematografia
- Gabriel Figueiroa – La perla

### Melhor ator jovem
- Ivan Jandl – The Search

### Melhor filme promovendo a compreensão internacional
- The Search